# Blackwing 10C
Blackwing 10C − американский беспилотный летательный аппарат, запускаемый с подводной лодки.

## Общие сведения
Министерство обороны США заявило о покупке до 120 БПЛА Blackwing 10C у компании-разработчика AeroVironment. В запросе упоминаются только невооруженные дроны.
Blackwing имеет безопасный цифровой канал передачи данных на подводную лодку. Дрон может быть запущен с субмарины, а также с подводного беспилотного аппарата.
Дрон планируется оснастить миниатюрными электрооптическими и инфракрасными датчиками в носовой части.
Blackwing 10C используют шифрование данных 256-битного уровня. Дрон сможет находиться в воздухе около 60 минут.
Беспилотники должны будут использоваться на различных платформах американских подводных лодок во время выполнения программы SLUAS Middle Tier Acquisition. Но прочие подробности пока не сообщаются.
Blackwing 10C предназначен для разведки — для сбора, анализа и передачи информации на подводную лодку. Помощь беспилотника потребуется при нацеливании торпед подводных лодок на надводные корабли. Таким образом беспилотный аппарат является летающим перископом, способный значительно расширить диапазон возможностей подводных лодок.
Помимо разведки, у беспилотника есть очень большой потенциал для использования в составе роя дронов. Запущенный с подлодки рой дронов не только обеспечит более широкие возможности для ведения разведки поверхности моря, но и сможет выступить в качестве помехи для средств радиоэлектронной борьбы, а также нести полезную нагрузку в виде тех же небольших по весу боеприпасов.
Таким образом, использование беспилотников позволит открыть новую эру в развитии подводного флота и его возможностей. В США прогнозируют дальнейший рост интереса ВМС к разработкам в сфере дронов, запускаемых с подводных лодок.
Поставки в ВМС США запланированы на двухлетний период, причем подписание первого контракта, вероятно, состоится в мае 2021 года.